# Domenico Lombardozzi
Domenico Lombardozzi (n. 25 martie 1976, New York City, New York, SUA), cunoscut și ca Domenick Lombardozzi, este un actor american cu origini italiene, cunoscut în special pentru rolul lui Herc din serialul The Wire. Acesta a mai apărut în filmele Poveste din Bronx, The Irishman și altele.